# Cabera bilineata
Cabera bilineata là một loài bướm đêm trong họ Geometridae.